# وادی استخوان‌های خشک

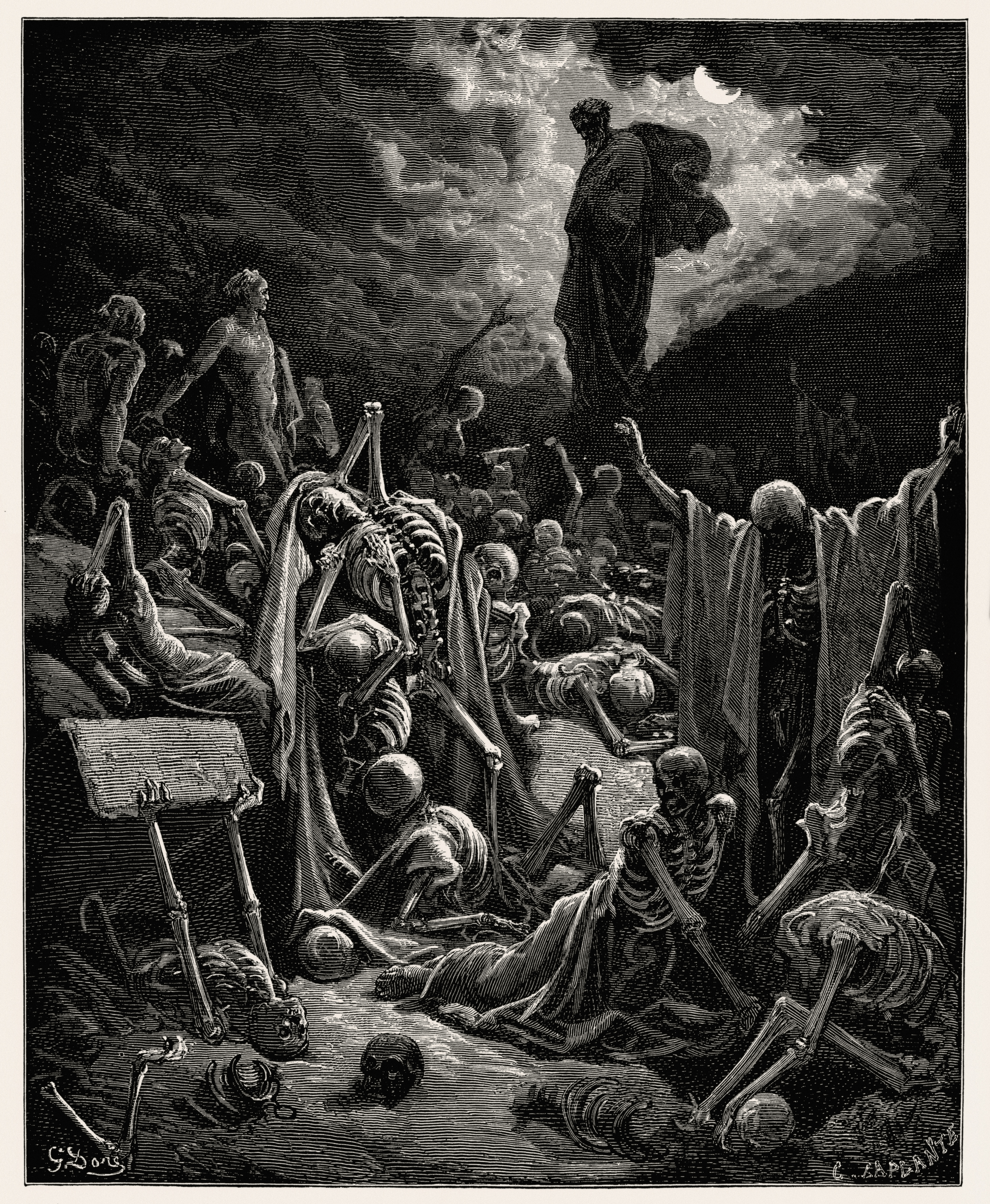
حکاکی «چشم انداز دره استخوان‌های خشک» اثر گوستاو دوره

وادی استخوان‌های خشک پیشگویی نبوت در فصل ۳۷ سفر حزقیال است. این فصل رؤیایی را که به حزقیال نبی نازل شد، شرح می‌دهد، که تصویری واقع‌گرایانه- طبیعت‌گرایانه شبیه رؤیا را منتقل می‌کند.
پیامبر در رؤیت خود را در دره ای پر از استخوان‌های خشک انسان می‌بیند. به او دستور داده شده که پیشگویی کند. پیش از او، استخوان‌ها به شکل‌های انسانی متصل می‌شوند. سپس استخوان‌ها با بافت تاندون، گوشت و پوست پوشیده می‌شوند. سپس خداوند استخوان‌ها را به عنوان قوم بنی‌اسرائیل در تبعید بر پیامبر نازل می‌کند و به پیامبر دستور می‌دهد که نبوت دیگری را انجام دهد تا این شخصیت‌های انسانی را احیا کند و آنها را زنده کند و به سرزمین اسرائیل بیاورد.